# Orchestra Sinfonica di Milano Giuseppe Verdi
A Orchestra Sinfonica di Milano Giuseppe Verdi, também conhecida como "La Verdi", é uma orquestra sinfônica baseada na cidade de Milão, na Itália. Foi fundada no ano de 1993.
Desde 1998, a orquestra tem o seu próprio coro, o Coro Sinfonico di Milano Giuseppe Verdi.

## Regentes
O regente italiano Riccardo Chailly ocupou o cargo de diretor artístico da orquestra de 1999 a 2005. Após esse período, o conjunto ainda não concedeu o mesmo título a nenhum outro maestro.
Os principais regentes convidados da La Verdi são: Claus Peter Flor, Lü Jia and Helmuth Rilling. Chailly porta o título de "regente laureado", ao passo que o russo Rudolf Barshai ostenta o de "regente emérito".